# Samuele Battistella
Samuele Battistella, né le 14 novembre 1998 à Castelfranco Veneto, est un coureur cycliste italien.

## Biographie
Samuele Battistella commence le cyclisme à l'âge de 7 ans au sein de l'Unione Ciclistica Loria,.
En 2019, il devient champion du monde sur route espoirs, après la disqualification du vainqueur initial Nils Eekhoff, déclassé après être remonté dans les voitures d'une façon anormale, décision prise par les commissaires.
En 2020, il se classe seizième de la Bretagne Classic remportée par l'Australien Michael Matthews. En novembre, il signe un contrat de deux ans avec l'équipe Astana.
Initialement retenu pour participer au Tour de France 2022, Battistella est contraint de déclarer forfait à la suite d'un test positif au SARS-CoV-2 à deux jours du départ. Son équipe sélectionne Aleksandr Riabushenko pour le remplacer. Sélectionné pour le Tour d'Espagne, il y est non-partant lors de la dix-huitième étape en raison d'une fièvre. En octobre, Astana annonce l'extension du contrat de Battistella jusqu'en fin d'année 2024.
Présent sur le Tour d'Italie 2023, Battistella, atteint de fièvre et de troubles gastro-intestinaux, est non-partant lors de la quatorzième étape.

## Palmarès, résultats et classements

### Palmarès amateurs
- 2016
  - Coppa Valsenio
  - Gran Premio Sportivi di Loria
  - Trofeo Buffoni
  - 2e de la Coppa Montes
  - 3e du Giro della Lunigiana
  - 5e du championnat d'Europe sur route juniors
- 2018
  - Coppa Fiera di Mercatale
  - Coppa Varignana
  - Grand Prix Santa Rita
  - 1re étape du Grand Prix Priessnitz spa
  - Coppa Città di San Daniele
  - 2e du Gran Premio Montanino
  - 2e du Grand Prix Priessnitz spa
  - 2e de la Medaglia d'Oro Frare De Nardi
  - 3e du Trofeo Sportivi di Briga
  - 3e du Grand Prix de Poggiana
- 2019
  -  Champion du monde sur route espoirs[9]
  - Gran Premio La Torre
  - Giro del Belvedere
  - Tour de Limpopo :
    - Classement général
    - 3e étape

  - 2e du Gran Premio Palio del Recioto
  - 2e du Mémorial Paolo Marcucci
  - 2e de Bassano-Monte Grappa
  - 3e de Florence-Empoli

### Palmarès professionnel
- 2021
  - Veneto Classic
- 2022
  - 3e du Tour de Hongrie
  - 3e du championnat d'Italie sur route
  - 7e du Tour de Pologne
- 2023
  - 9e du Tour de Pologne

### Résultats sur les grands tours

#### Tour d'Italie
2 participations
- 2021 : 82e
- 2023 : non-partant (14e étape)

#### Tour d'Espagne
2 participations
- 2022 : non-partant (18e étape)
- 2023 : 121e

### Classements mondiaux
| Année                                 | 2018 | 2019 | 2020 | 2021 | 2022 | 2023 | 2024 |
| ------------------------------------- | ---- | ---- | ---- | ---- | ---- | ---- | ---- |
| Classement mondial                    | 626e | 248e | 513e | 159e | 166e | 339e | 387e |
| UCI Europe Tour                       | 394e | 203e | 421e | 136e | 136e | nc   | nc   |
|                                       |      |      |      |      |      |      |      |
| Légende : nc = non classéSource : UCI |      |      |      |      |      |      |      |